# 马克·米丁
马克·鲍里索维奇·米丁，（俄语：Марк Бори́сович Ми́тин，1901年7月5日—1987年1月15日），本姓戈尔什科维奇（Гершко́вич），犹太人，苏联马列主义哲学家、政治人物。哲学博士学位，苏联科学院院士。曾任《马克思主义旗帜下》、《哲学问题》杂志主编；联共（布）中央马列主义研究所所长；莫斯科大学教授；苏共中央社科院教授等职务。

## 生平
- 1901年7月5日生于日托米尔的一个犹太工人家庭。父亲鲍里斯是日托米尔高加索银器厂雕刻师。1914年毕业于当地犹太人学校。
- 1915年3月-1917年2月，当地邮政局邮递员。
- 1917年2月-5月，当地公司文员。
- 1917年5月-1919年4月，联合银行日托米尔分行会计师。1918年毕业于日托米尔中学。1919年加入共青团。1919年4月加入俄共（布）。
- 1919年4月-8月，共青团日托米尔市委组织部书记，共青团沃利尼亚省委执行书记。
- 1919年9月-11月，红军第44步兵师服役。
- 1919年11月-1920年1月，沃利尼亚省革命法庭书记员。
- 1920年1月-5月，共青团沃利尼亚省委执行书记。
- 1920年6月-9月，乌克兰共青团中央委员会右岸局局长，共青团基辅省委执行书记。
- 1920年9月-1921年5月，共青团波多利斯克省委员会执行书记。
- 1921年5月-9月，乌克兰共青团中央委员会劳动保护和青年生活部副主任。
- 1921年10月-1922年7月，斯维尔德洛夫共产主义大学学习。
- 1922年7月-1923年7月，莫斯科Trekhgornaya钟表厂学校思想政治教师。
- 1923年7月-1925年9月，苏联红军政治工作。历任指导员、第14步兵师宣传部主任、政治部副主任、莫斯科州军政学校讲师。
- 1925年9月-1929年7月，莫斯科红色教授学院哲学系学习。
- 1929年7月-1930年7月，克鲁普斯卡娅共产主义教育科学院副院长。
- 1930年7月-1931年1月，红色哲学和自然科学教授研究所副所长。
- 1931年1月-1944年，《在马克思主义旗帜下》杂志主编。期间，1931年1月-1939年2月，苏联科学院哲学研究所副所长。1939年当选苏联科学院院士。1939年2月-1944年5月，联共（布）中央马恩列思想研究所所长、《布尔什维克》杂志编委会成员。1941年-1944年，联共（布）中央委员会、红军总政治部讲师组组长。
- 1941年-1945年，苏联军政宣传局成员。
- 1942年-1946年，苏联科学院主席团成员。
- 1944年-1950年，《布尔什维克》杂志编委。期间，1944年10月-1948年7月，联共（布）中央高级党校哲学教研室主任。
- 1947年-1956年，苏联政治知识和科学知识普及协会第一副主席。期间，1950年3月-1956年5月，罗马尼亚布加勒斯特《争取持久和平，争取人民民主》报主编。
- 1956年5月-1960年2月，苏联政治知识和科学知识普及协会主席。
- 1957年-1978年，苏波友好协会中央委员会副主席。期间，1960年3月-1968年7月，《哲学问题》杂志主编。1961年-1963年，苏联科学院经济、哲学和法律科学系学部成员。1963年-1978年，国际哲学学会联合会指导委员会的成员。1963年-1967年，苏联科学院哲学与法律系副院士秘书。1964年-1968年，莫斯科大学教授。1968年-1970年，苏联科学院社会学研究所工作。1969年-1970年，苏联纺织轻工业函授学院教授。1971年-1974年，苏共中央社科院教授。
- 1970年-1985年，苏联科学院国家和法律研究所部门领导。期间，1972年-1981年，苏联科学院学部委员会成员，负责研究科技革命的社会经济和意识形态问题。1978年-1985年，莫斯科大学哲学系教授。1978年-1981年，苏波友好协会中央委员会主席团成员。1979年-1981年，《哲学遗产》杂志编委会委员。
- 1987年1月15日于莫斯科逝世，享年85岁。葬于新圣女公墓。

米丁是联共（布）18大、第18次代表会议、苏共20-22大代表；第18-21届中央委员；第3-5届苏联最高苏维埃民族院代表。

## 荣誉
苏联：
- 三卷本《哲学史》获1943年斯大林奖一等奖
- 文集《反对反动有机体—孟德尔主义》获1950年梅契尼科夫奖
- 1981年文章《列宁的思想与现代性》获1982年普列汉诺夫奖
- 三次列宁勋章（1953,1961,1975）
- 十月革命勋章（1971）
- 三次劳动红旗勋章（1945,1951,1981）
- 各民族人民友谊勋章（1986）
- 1941-1945年伟大卫国战争中忘我劳动奖章（1945）
- 莫斯科建城八百周年奖章（1947）
- 纪念列宁诞辰一百周年奖章

保加利亚人民共和国：
- 一级西里尔与美多迪乌斯勋章（1972）

世界和平理事会：
- 银质奖章（1959）

## 著作
- 《唯物主义辩证法的战斗性问题》(1936)
- 《哲学和现代》(1960)
- 《列宁和现实的哲学问题》(1971)
- 《哲学和社会进步，对当代资产阶级社会进步观的分析》（1979）
- 《哲学史》(1957～1965)